# Aulacaspis rosarum
Aulacaspis rosarum är en insektsart som beskrevs av Borchsenius 1958. Aulacaspis rosarum ingår i släktet Aulacaspis och familjen pansarsköldlöss. Inga underarter finns listade i Catalogue of Life.